# Haraganahalli, Harihar
Haraganahalli là một làng thuộc tehsil Harihar, huyện Davanagere, bang Karnataka, Ấn Độ.